# Jaapiella adpressae
Jaapiella adpressae är en tvåvingeart som beskrevs av Fedotova 1995. Jaapiella adpressae ingår i släktet Jaapiella och familjen gallmyggor.
Artens utbredningsområde är Kazakstan. Inga underarter finns listade i Catalogue of Life.